# ストリートファイターシリーズ
ストリートファイターシリーズは1987年にカプコンから稼働開始された第1作である『ストリートファイター』から始まるシリーズ作品。
『ストリートファイター』は北米において人気を得て、4年後に稼動したシリーズ第2作『ストリートファイターII』が大ヒットとなり、以後シリーズ化されている。作品によっては同社の『ファイナルファイト』のキャラクターも登場する。
2004年ごろ、シリーズ作品の版権がカプコンから連結子会社であるカプコンU.S.A., INC.に売却されたが、2021年4月1日付で『ストリートファイター』シリーズを含むカプコンU.S.A., INC.のゲームコンテンツ事業と商品化権事業がカプコンへ譲受された。
全世界でのシリーズ総販売本数は5500万本（2024年6月30日時点）。

## 歴史
『ストリートファイター』は日本での人気はそれほどでもなかったが、米国では大人気だったことから米国の営業担当者から続編を希望されて船水紀孝は制作に取り掛かったものの、行き違いから『ファイナルファイト』を制作した。これを『ストリートファイター'89』としてゲームショーに出品したが、ユーザーからは不評であり、船水としては続編として制作したものだったが、米国の営業担当者からは対戦ができるものを要望され、その方向で改めて続編を制作することになり『ストリートファイターII』が誕生した。『ストリートファイターII』各作品のタイトル名には深い意味はなく、単に続編であるから「II」であり、「II」の続編を意味して『ストリートファイターII'』となった。『ストリートファイターII' TURBO』に関しては当時『II'』のコピー基板である「ストリートファイターIIサンダー」が出回っており、これが高速であったことから社長が「TURBO」の命名をした。『スーパーストリートファイターII』に関しては単にすごい『ストリートファイターII』にしたいという意味で「スーパー」が付けられた。『スーパーストリートファイターIIX』はストリートファイターIIシリーズ最後を意味して名付けられたが、当初は「スーパーストリートファイターIIZ」であり、プログラム内にも「Z」の痕跡を残していたところ、解析によって発見されてしまい、「X」の次回作は「Z」であると噂が流れた。そのため『ストリートファイターZERO』は表向きの理由は「原点に立ち戻る」意味で「ZERO」であるが、船水ら開発者は『ストリートファイターZERO』のことを内部的には「ZERO」ではなく「Z」と呼んでいた。
もともと『ストリートファイターZERO』は『ストリートファイターIII』の制作が難航していたことによる繋ぎとして企画され、製作期間が3か月しかなかったが、ロケテストの結果、インカムが良く、『ストリートファイターZERO』発売後も『ストリートファイターIII』が完成していなかったことから『ストリートファイターZERO2』が制作された。ただ『ストリートファイターZERO2』は調整が甘く、キャラクターの性能に差が大きかったことから、完成形として北米版をマイナーチェンジした『ストリートファイターZERO2 ALPHA』が制作された。カプコンではほかにもマーベル・コミックのキャラクターが活躍する作品を制作しており、そこにストリートファイターシリーズのキャラクターをゲスト出演させ、日本国外では人気があったものの、日本では振るわなかった状況で、カプコン社内での注目度も低かった。その中で企画担当の冨田篤はプロデューサーから続編を担当するように言われ、その時点で登場キャラクターの半分がストリートファイターシリーズで占められることが決まっていた。当初のタイトルは「X-MEN2」であったが、夢の対決・共演を企画として出すにあたり、『X-MEN VS. STREET FIGHTER』に変更され、これがVS.シリーズの1作目となった。そして『ストリートファイターIII』が発売されるが、同時期にはバーチャファイターシリーズや鉄拳シリーズも人気であったことから、次作ではユーザーに印象付けるため『ストリートファイターIII 2nd IMPACT』と名付け、2ndの次は3rdということで『ストリートファイターIII 3rd STRIKE』となったが、開発者の村田治生は「カッコイイ言葉をつなげたかっただけで『STRIKE』には意味は特になかった気がする」と語っている。
2003年には「ストリートファイターシリーズ15周年」を迎え、記念作品として『ハイパーストリートファイターII』が発売、北米で評判を得た。また同年6月13日から15日には秋葉原のラオックスアソビットシティにて開発者の船水紀孝やあきまんを交えたトークショーや原画展、コスプレショーが行われた。
2005年には新作にあたって、原点回帰をすることになり、カプコン社内から初代の『ストリートファイター』を制作した西山隆志率いるディンプスとの共同制作の話が持ち上がった。当初は『ストリートファイター』の続編の制作も検討されたが、多くのユーザーにとって『ストリートファイターII』が原点であるとの判断から、『II』を受け継いだ作品を作ることになった。この作品は2008年の20周年時に『ストリートファイターIV』として発表され、また2009年2月公開の予定でハリウッド映画『ストリートファイター（仮題）』も発表された。映画は『ストリートファイター ザ・レジェンド・オブ・チュンリー』として公開された。
2012年の25周年時には『ストリートファイター X 鉄拳』の発売を記念した、カプコン公式の全国大会「ストリートファイター25周年 公式全国大会 秋祭り」が開催され、『ストリートファイター X 鉄拳』ではときど、『ストリートファイターIII 3rd STRIKE ONLINE EDITION』ではMOV、『スーパーストリートファイターIV ARCADE EDITION』では梅原大吾が優勝した。また北米限定で発売されていた『ストリートファイター 25周年 サウンドBOX』がCD11枚組で発売された。
2018年の30周年時には『ストリートファイター 30th アニバーサリーコレクション インターナショナル』が発売された。
2022年8月30日にはカプコンはストリートファイターを活用して観光振興など地域活性化を図る目的で、奈良県橿原市と包括連携協定を締結した。以降橿原市内には銅像設置や駅名標へのオリジナルのラッピングが施されている。
2022年から2023年にかけての35周年時には展覧会「ストリートファイター　俺より強いやつらの世界展」や渋谷公会堂にて記念ライブが行われた。

## シリーズ一覧
| 1987 | ストリートファイター                                                    |
| 1988 |                                                                         |
| 1989 |                                                                         |
| 1990 | 2010 ストリートファイター                                               |
| 1991 | ストリートファイターII                                                  |
| 1992 | ストリートファイターII'                                                 |
| 1992 | ストリートファイターII' TURBO                                           |
| 1993 | スーパーストリートファイターII                                          |
| 1994 | スーパーストリートファイターIIX                                         |
| 1995 | ストリートファイターZERO                                                |
| 1995 | ストリートファイター ザ・ムービー                                       |
| 1995 | ストリートファイター リアルバトル オン フィルム                         |
| 1995 | ストリートファイターII ムービー                                         |
| 1996 | ストリートファイターZERO2                                               |
| 1996 | ストリートファイターZERO2 ALPHA                                         |
| 1996 | X-MEN VS. STREET FIGHTER                                                |
| 1996 | ストリートファイターEX                                                  |
| 1997 | ストリートファイターIII                                                 |
| 1997 | マーヴル・スーパーヒーローズ VS. ストリートファイター                   |
| 1997 | ストリートファイターコレクション                                        |
| 1997 | ストリートファイターIII 2nd IMPACT                                      |
| 1998 | ストリートファイターEX2                                                 |
| 1998 | ストリートファイターZERO3                                               |
| 1999 | ストリートファイターIII 3rd STRIKE                                      |
| 2000 | ストリートファイターEX3                                                 |
| 2001 |                                                                         |
| 2002 |                                                                         |
| 2003 | ハイパーストリートファイターII                                          |
| 2004 | CAPCOM FIGHTING Jam                                                     |
| 2005 |                                                                         |
| 2006 | ストリートファイターZERO ファイターズ ジェネレーション                  |
| 2007 |                                                                         |
| 2008 | ストリートファイター オンライン マウスジェネレーション                  |
| 2008 | ストリートファイターIV                                                  |
| 2008 | スーパーストリートファイターII Turbo HD Remix（日本未配信）             |
| 2009 |                                                                         |
| 2010 | スーパーストリートファイターIV                                          |
| 2010 | スーパーストリートファイターIV アーケードエディション                   |
| 2011 | スーパーストリートファイターIV 3Dエディション                           |
| 2012 | ストリートファイター X 鉄拳                                             |
| 2012 | Street Fighter X Mega Man                                               |
| 2013 |                                                                         |
| 2014 | ウルトラストリートファイターIV                                          |
| 2015 |                                                                         |
| 2016 | ストリートファイターV                                                   |
| 2017 | ウルトラ ストリートファイターII: The Final Challengers                  |
| 2018 | ストリートファイターV アーケードエディション                            |
| 2018 | ストリートファイター 30th アニバーサリーコレクション インターナショナル |
| 2019 |                                                                         |
| 2020 | ストリートファイターV チャンピオンエディション                          |
| 2021 |                                                                         |
| 2022 | カプコン ファイティング コレクション                                    |
| 2023 | ストリートファイター6                                                   |
| 2024 | マーベルVSカプコン ファイティングコレクション アーケードクラシックス    |
| 2025 | カプコン ファイティング コレクション2                                   |

### メインシリーズ
- ストリートファイター
- ストリートファイターIIシリーズ
  - ストリートファイターII -The World Warrior-
  - ストリートファイターII' -CHAMPION EDITION-
  - ストリートファイターII'TURBO -HYPER FIGHTING-
  - スーパーストリートファイターII -The New Challengers-
  - スーパーストリートファイターIIX -Grand Master Challenge-
  - ハイパーストリートファイターII -The Anniversary Edition-
  - ウルトラストリートファイターII ザ・ファイナルチャレンジャーズ
- ストリートファイター ザ・ムービー
- ストリートファイター リアルバトル オン フィルム
- ストリートファイターZEROシリーズ
  - ストリートファイターZERO
  - ストリートファイターZERO2
    - ストリートファイターZERO2 ALPHA
    - ストリートファイターZERO2'

  - ストリートファイターZERO3
    - ストリートファイターZERO3↑
    - ストリートファイターZERO3↑↑

  - ストリートファイターZERO ファイターズ ジェネレーション
- ストリートファイターEXシリーズ
  - ストリートファイターEX
  - ストリートファイターEX plus
    - ストリートファイターEX plus α

  - ストリートファイターEX2
  - ストリートファイターEX2 PLUS
  - ストリートファイターEX3
- ストリートファイターIIIシリーズ
  - ストリートファイターIII -NEW GENERATION-
  - ストリートファイターIII 2nd IMPACT -GIANT ATTACK-
  - ストリートファイターIII 3rd STRIKE -Fight for the Future-
- ストリートファイターIVシリーズ
  - ストリートファイターIV
  - スーパーストリートファイターIV
    - スーパーストリートファイターIV アーケードエディション

  - ウルトラストリートファイターIV
- ストリートファイターV
  - ストリートファイターV アーケードエディション
  - ストリートファイターV タイプアーケード
  - ストリートファイターV チャンピオンエディション
- ストリートファイター6

### 主な映像作品
- ストリートファイターII MOVIE
- ストリートファイター (1994年の映画)
- ストリートファイターII V
- ストリートファイターZERO - THE ANIMATION -
- ストリートファイター ザ・レジェンド・オブ・チュンリー
- ストリートファイター（2026年の映画）[21]

### 関連作品
- ファイナルファイト - 初代『ストリートファイター』の続編として、『ストリートファイター '89』の仮題で製作されていた。
- 2010 ストリートファイター - 1990年に発売されたファミリーコンピュータ用アクションゲーム。日本版はケビン・ストレイカーというサイボーグ警官が主人公だが、北米版『Street Fighter 2010:The Final Fight』では主人公が未来のケン本人という設定になり、ストーリーも変更されている。
- ストリートファイターII ムービー - アニメ映画『ストリートファイターII MOVIE』を原作としたアドベンチャーゲーム。
- ファイティングレイヤー、ファイティングEXレイヤー - ストリートファイターEXシリーズを踏襲した作品。
- ストリートファイター オンライン マウスジェネレーション - ダレットがサービスを行っていたオンラインゲーム。
- ストリートファイターII 拳聖土竜（けんせいもぐら） - カプコンから発売されたアーケード用対戦型モグラ叩きゲーム。

### クロスオーバー作品
- VS.シリーズ - ストリートファイターシリーズのキャラクターが多く登場するクロスオーバー作品がいくつか制作されている。
- CAPCOM FIGHTING Jam - ストリートファイターシリーズのキャラクターが登場。
- NAMCO x CAPCOM - ナムコとのクロスオーバー作品。シミュレーションゲーム。
- ストリートファイター X 鉄拳 - バンダイナムコゲームスの3D格闘ゲーム鉄拳シリーズとのクロスオーバー作品。
- PROJECT X ZONEシリーズ - バンダイナムコゲームス、セガとのクロスオーバー作品。シミュレーションゲーム。
- Street Fighter X Mega Man - ロックマンシリーズとのクロスオーバー作品。

### その他の作品
- 携帯電話アプリゲーム - カプコンの有料携帯サイト「ケータイカプコン」で配信されていたゲームで、一部のシリーズも移植されている。以下は公式サイトで『ストリートファイター』シリーズとして扱われている作品。
  - リュウの瓦割
  - ソリティアファイター
  - ポーカーファイター
  - ストリートファイターZERO ラピッドバトル
  - ショーンのバスケット
  - ストリートファイターZERO マキシマムブロー
  - 街頭雀王
- スマートフォンアプリゲーム
  - ストリートファイター×オールカプコン（2013年11月19日 - 2015年5月13日）
  - ストリートファイター パズルスピリッツ（2015年4月14日 - 2017年3月30日）
  - ストリートファイター バトルコンビネーション（2015年3月30日 - 2017年3月30日）
  - ストリートファイター：デュエル（2024年3月27日 - ）

## 設定
世界観に関して、『ストリートファイターII』シリーズや『ストリートファイターZERO』シリーズは選んだキャラクターが主人公になるという発想から、キャラクターごとに世界観やストーリーを持っており、他のキャラクターと設定を共有しているわけではないと船水や村田は語っている。そのため例えば春麗の世界にいるリュウと、リュウの世界にいるリュウは全くの別人としている。
『ストリートファイターII』でリュウとケンのデザインを担当したSHOEI（岡野正衛）は『ストリートファイターII』の開発終了後は別のゲームの開発に参加していたが、同作の人気が出始め、ゲーム以外の関連イラストなどの依頼が増えたことで『ストリートファイターII』関連の業務から離れられなくなった。そして人手が足りなくなったことから、当時新入社員であった西村キヌを指名し、デザインチームを発足させた。西村は『ストリートファイターII'』のイラストが本シリーズの初仕事になり、『ストリートファイターIII 3rd STRIKE』の前まで携わり、それ以降は『スーパーストリートファイターII』発売後から参加したイケノが中心となってイラストを担当している。
キャラクターのイラストの関しては、ユーザーからイラストごとに絵のタッチや顔、コスチュームの細部が異なる点を指摘され、統一を望む声がある中、西村はそのような細部の情報はゲーム内では表現されておらず、毎回同じでは描き手側も受け手側も飽きるとし、ゲームを遊んでいる時の興奮や感動が呼び起こされるようなイラストの方が優先度が高いと語っている。それに対してSHOEIは基本的なデザインは徹底するべきとしつつも、続編が制作されるたびに画材を変えて、故意に描き方を変えていたことを明かし、ゲームの内容が大幅に変わるわけではない中、イラストによって差をつける意図もあったと語っている。また会社からは統一しようという考えがあったが、縛りがあるとよい絵が描けなくなるため、個性を重視したとも語っている。
キャラクターの技に関しては、船水によると主にあきまんが考案しており、アイドルや空手選手の動きなど、彼にとってその時点で興味関心のある事柄が反映されている。また作品ごとにどのキャラクターを採用するかは、リュウとケンはメインであり、外せないとしつつ、キャラクター人気とゲームバランスを考慮して決められていると語っている。キャラクターの操作や攻撃方法が1レバー6ボタンで踏襲されているのは、キャラクターごとに性能は異なるため、じゃんけんと同じように特定の行動だけが強いことにならないようにしているためであるが、そのためバランス調整には苦労していると船水は語っている。またそれまでになかった技の入力方法は、技のイメージが先行して決められていった。

## 反響
15周年記念時のインタビューにて「ここまでヒットすることを予測できたか」と問われた際、船水は日本では対戦台がないので流行らないと思っており、もともと米国で『ストリートファイター』が流行っていたので、向こうで売れればいいという考えだったと語っている。しかし『ストリートファイターII』は船水ら開発者たちも仕事は横においてゲームに夢中になるほどであり、全国的に大会が催され、一大ブームとなり、『ストリートファイターII』は人生そのものと語るユーザーが現れるほどだった。

## 関連商品
ここではシリーズ全体を扱ったものを記載する。

### 書籍
STREET FIGHTER ETERNAL CHALLENGE 永遠の挑戦者たち
2003年7月5日 双葉社 ISBN 4-575-16385-6
ストリートファイター15周年記念として発売。『ストリートファイター』から『ストリートファイターIII 3rd strike』までを厳選した「Art Works」と、システム、キャラクター、エンディングの3つのカテゴリーでシリーズを解析した「History」の2部構成。
インタビュー参加者 - SHOEI、西村キヌ、イケノ、船水紀孝、岡田成司、村田治生、石井誠
ストリートファイター15周年 最強読本
2003年9月26日 宝島社 ISBN 4-7966-3545-9
ストリートファイター15周年記念として発売。描き下ろしイラスト、各クリエイター、芸能人、著名人による15thお祝いコメント、船水紀孝と安田朗による特別対談、キャラクターのコマンドリストを収録。
イラスト執筆者 - 安田朗、神崎将臣、ことぶきつかさ、多田由美、羽海野チカ、ぐれいす、久米田康治、イマイヒヅル、西村キヌ、森気楼、水戸椎土
ALL ABOUT ストリートファイター
PlayStation 2版『ハイパーストリートファイターII 〜Annybersary Edition〜』限定版の特典。『ALL ABOUT カプコン対戦格闘ゲーム 1987-2000』（ISBN 4-88554-676-1）のうち『ストリートファイター』シリーズの部分だけを抜粋し再編集したもの。
ストリートファイター アートワークス 覇
2009年4月2日 カプコン ISBN 978-4-86233-214-1
ストリートファイター20周年記念のイラスト集。シリーズの派生作品も扱われ、カプコン関連は初代『ストリートファイター』から『タツノコ VS. CAPCOM CROSS GENERATION OF HEROES』まで。ストリートファイターキャラクターが参加した他社の作品のイラストも一部収録。
執筆者 - あきまん、西村キヌ、CRMK、イケノ、大ちゃん、えだやん、森気楼、SHOEI、SENSEI、前田縞、ハルマル、にしざわあきこ、石川ヒデキ、うじ、コマキシンスケ、オオイシ、レイゼンビー譲二、サクラ、UDON、ポリゴン・ピクチュアズ、たみお、村瀬修功、FALCOON、ノナ（SNKプレイモア）、川野琢嗣（バンダイナムコゲームス）、『ナムコ クロス カプコン』スタッフ、カプコンデザインスタッフ
ストリートファイター アートワークス 極
2012年12月17日 カプコン ISBN 978-4-86233-381-0
ストリートファイター25周年記念として『ストリートファイター アートワークス 覇』に『スーパーストリートファイターIV』から『ストリートファイター X 鉄拳』までのイラストを加えた増補改訂版。
追加執筆者 - 石渡太輔、キム・ヒョンテ、ヒロアキ、エンドウUイチロウ、山田隆政、いとうのいぢ、toi8、SON、竹、馬越嘉彦
インタビュー参加者 - 安田朗×西谷亮、西山隆志×松本裕司、石澤英敏×綾野智章、冨田篤（トミチン）、小野義徳、カプコンデザイン室
ストリートファイターぴあ
2016年3月20日 ぴあ ISBN 978-4-8356-2912-4
『ストリートファイターV』発売を記念したオフィシャルファンブック。『ストリートファイターV』を特集し、特別付録として『ストリートファイターV』で使用できる特別称号「サイキョー流道場ぴあ支部」のシリアルコードを封入。
また船水紀孝×西谷亮、杉山晃一×綾野智章、かずのこ×ネモによるスペシャル対談の他、シリーズの歴史、全てのキャラクターが紹介されている。
Pen+ 完全保存版 いままでも、そしてこれからも、ストリートファイターが好きだ!
2018年1月15日 CCCメディアハウス ISBN 978-4-484-14735-2
ストリートファイター30周年記念として発売。30年間の歴史を振り返りつつ、『ストII』と『ストV』を軸とした開発秘話やキャラクターの世界観を紹介。
インタビュー参加者 - 小野義徳、須藤元気、安元洋貴×日笠陽子、塗和也、押切蓮介、岡野正衛、安田朗（あきまん）、中山貴之、亀井敏征、辻本春弘、ももち、ときど
ストリートファイター メモリアル・アーカイブ Beyond the World
2018年3月24日 アスキー・メディアワークス ISBN 978-4-04-893769-6
ストリートファイター30周年記念として発売。シリーズの歩みを歴代の関係者による証言と関連ビジュアルで回顧するプレミアムアートブック。
執筆者 - ベンガス、西村キヌ、別天荒人、村田雄介、AKIO、司淳、アントンシク、KRENZ、toi8、ロッキン・ジェリー・ビーン、芥川ミサヲ、吉川達哉、ウエダハジメ、GRAPE BRAIN、グリーンハウス、まご、吉崎観音、藤ちょこ、北千里、萩原一至、箕星太朗、雑君保プ、形部一平、押切蓮介、道満晴明、中平正彦、南北、來田大介、一文字蛍、キライト、ヒナナナ、たみお、ヨメオカ、ヨンカース・マルタ、実田千聖、中村佑介、山田章博、寺田克也
インタビュー参加者 - あきまん×ベンガス、西谷亮×中山貴之、中平正彦×大場アキラ、船水紀孝×伊津野英昭×村田治生、吉崎観音×ベンガス、辻本春弘×小野義徳、辻本憲三
ストリートファイター キャラクターメイキング
2018年11月25日 ボーンデジタル ISBN 978-4-86246-432-3
『ストリートファイターV』のキャラクター設定資料およびCGメイキング、『ファイナルファイト』『ストリートファイターII』『ストリートファイターIII』『ストリートファイターIV』の歴代開発者インタビューおよび開発秘蔵資料を公開し、カプコン格闘ゲームキャラクター制作の原点「あやしい美術解剖図」を全収録した一冊。
インタビュー参加者 - 西谷亮、あきまん（安田朗）、S・Y、NISSUI、ERICHAN、IKUSAN.Z、KATSURAGI、SHOEI、イケノ
ストリートファイター 俺より強いやつらの世界展
2020年3月14日 西日本新聞イベントサービス
2020年に福岡市で開催された（2022年に渋谷および北九州でも開催）ストリートファイター「俺より強いやつらの世界展」の展覧会図録。シリーズの軌跡、原画や設定資料、イラストギャラリー、企画書などを掲載。
インタビュー参加者 - 西谷亮、あきまん（安田朗）、岡野正衛×中山貴之
STREET FIGHTER V CLIMAX ARTS + ZERO to 6
2023年2月25日 双葉社 ISBN 978-4-575-31779-4
シリーズ35周年記念として発売。『ストリートファイターV』のキャラクターを中心としたイラストや設定画、厳選収録された『ストリートファイター』から『ストリートファイターIV』までのイラスト、ボーナスコンテンツとして開発スタッフインタビューや『ストリートファイター6』のイラストとデザイン画を掲載。
インタビュー参加者 - 中山貴之、重野龍一、辻野泰之、松本脩平、岡野正衛

### 漫画
ストリートファイター ザ・コミック
Vol.1 2004年12月24日 カプコン ISBN 4-9065-8239-7
Vol.2 2005年3月31日 カプコン ISBN 4-9065-8240-0
アーティスト集団ウドン・エンターテインメントによるアメリカン・コミックスの日本語訳版。
主なスタッフはチーフ：ERIK KO（エリック・コー）、ライター：KEN SIU-CHONG（ケン・シュー＝チョン）、アーティスト：ALVIN LEE（アルビン・リー）、ARNOLD TSANG（アーノルド・サン）。
ストリートファイター アート・コミック・アンソロジー
2009年3月14日 エンターブレイン ISBN 978-4-7577-4719-7
『EX』シリーズを除くほとんどのシリーズのキャラクターが登場し、これまで『ストリートファイター』のメディアミックスに携わった漫画家たちが執筆しているイラストとアンソロジーコミック。
執筆者 - あきまん、中平正彦、伊藤真美、橋口たかし、山田秋太郎、杉崎ゆきる、神崎将臣、渋染かずき、松原あきら、小原英治、市川裕文、谷和也、福原鉄平、大久保みどり、矢吹豪、UDON Entertainment

### 小説
STREET FIGHTER THE NOVEL 俺より強いやつは何処にいる
2016年3月25日 PHP研究所 ISBN 978-4-5698-3000-1
原作：CAPCOM、著：矢野隆、イラスト：村田雄介。
ストリートファイターシリーズに登場するキャラクター約15名の対決を8編収録した小説。

### CD
ストリートファイター25周年 サウンドBOX Limited Edition
2013年7月10日 SMD itaku
北米限定で発売された「ストリートファイター25周年記念コレクターズセット」に同梱のサウンドトラックCD11枚が日本国内で初商品化されたもの。シリーズから選ばれた9枚のオリジナル・サントラCDに日本国外のファン制作のリミックス・サントラCD2枚を加えた内容となっている。

### DVD
ストリートファイター サーガ 格闘武眞傳
2003年10月30日 エンターブレイン
ストリートファイター15周年記念として発売。初代『ストリートファイター』から『II』『ZERO』『III』『EX』までのシリーズ映像や、カプコン、アリカ、ディンプスの初期開発者によるインタビュー、安田朗（AKIMAN）による描き下ろしイラストなどを収録。
インタビュー参加者 - 船水紀孝、石澤英敏、西山隆志、西谷亮

## 他作品への客演
- アドベンチャークイズ カプコンワールド2 - ストリートファイターシリーズのキャラクターが登場。
- X-MEN CHILDREN OF THE ATOM - 豪鬼がゲスト出演。
- 私立ジャスティス学園 - 春日野さくらがゲスト出演。
- スーパーパズルファイターIIX、ポケットファイター - デフォルメされたストリートファイターシリーズのキャラクターが登場。
- ガンスパイク - キャミィ、ナッシュが登場。
- 対戦ネットギミック カプコン&彩京オールスターズ - 『ストリートファイターZERO3』のキャラクターが登場。
- 鬼武者Soul - ストリートファイターシリーズのキャラクターが登場。
- アスラズ ラース - ストリートファイターシリーズのキャラクターが登場。
- 大乱闘スマッシュブラザーズシリーズ - 『for Nintendo 3DS / Wii U』と『SPECIAL』にストリートファイターシリーズのキャラクターが登場。
- モンスターストライク - ストリートファイターシリーズのキャラクターが登場。
- グランブルーファンタジー - ストリートファイターシリーズのキャラクターが登場。
- 鉄拳7 FATED RETRIBUTION - 豪鬼が登場。
- Shadowverse - ストリートファイターシリーズのキャラクターが登場。
- セブンナイツ - ストリートファイターシリーズのキャラクターが登場。
- ポコロンダンジョンズ - ストリートファイターシリーズのキャラクターが登場。
- ヴァルキリーコネクト - ストリートファイターシリーズのキャラクターが登場。
- ＃コンパス 戦闘摂理解析システム - リュウ、春麗が登場。
- パズル&ドラゴンズ - ストリートファイターシリーズのキャラクターが登場。
- ジョーカー〜ギャングロード〜 - ストリートファイターシリーズのキャラクターが登場。
- TEPPEN - カプコンの各キャラクターが異世界で戦うという設定で、主要登場人物（ヒーロー）としてリュウ、春麗が登場。その他のゲーム中のカードとしてケン、春日野さくら、ガイルなど多数[28]。
- にゃんこ大戦争 - ストリートファイターシリーズのキャラクターが登場。
- サマナーズウォー: Sky Arena - ストリートファイターシリーズのキャラクターが登場。
- フォートナイト - ストリートファイターシリーズのキャラクターが登場。
- Power Rangers: Battle for the Grid - リュウと春麗が登場。
- 北斗の拳 LEGENDS ReVIVE - ストリートファイターシリーズのキャラクターが登場。
- ロックマンX DiVE - ストリートファイターシリーズのキャラクターが登場。
- THE KING OF FIGHTERS ALLSTAR - ストリートファイターシリーズのキャラクターが登場。
- Brawlhalla - ストリートファイターシリーズのキャラクターが登場。